# 松浦麻衣
松浦 麻衣（まつうら まい、12月19日 - ）は、日本の女性アニメーター、キャラクターデザイナー。フリーランス。東京都出身。血液型はA型、星座はいて座。
業界入り以来、J.C.STAFFの作品に数多く参加している。

## 人物・概要
- 桜美かつしと、共に『裏切りは僕の名前を知っている』のキャラクターデザインを担当した中山由美を、師匠と慕っている[1]。
- 愛称は、「まっちゃん」[1]。

## 主な参加作品

### アニメ
2004年
- 光と水のダフネ（動画）

2005年
- ハチミツとクローバー（第二原画）
- 奥さまは魔法少女（原画）

2006年
- よみがえる空 -RESCUE WINGS-（原画・第二原画）
- ゼロの使い魔（原画・第二原画）
- ハチミツとクローバーII（原画・第二原画）
- ゴーストハント（2006年 - 2007年、原画・第二原画）
- あさっての方向。（第二原画）

2007年
- のだめカンタービレ（原画・第二原画）
- ゼロの使い魔～双月の騎士～（原画・第二原画・ED原画）
- 灼眼のシャナII（2007年 - 2008年、原画・第二原画・OP1原画）
- キミキス pure rouge（2007年 - 2008年、原画・第二原画）

2008年
- シゴフミ（原画）
- 隠の王（原画・第二原画）
- スレイヤーズREVOLUTION（OP原画）
- ゼロの使い魔 〜三美姫の輪舞〜（原画・OP原画）
- とらドラ!（2008年 - 2009年、原画）
- とある魔術の禁書目録（2008年 - 2009年、原画・第二原画）
- のだめカンタービレ 巴里編（作画監督・作画監督補佐・原画・第二原画・OP原画）

2009年
- スレイヤーズEVOLUTION-R（OP原画）
- ハヤテのごとく!!（原画）
- 初恋限定。（第二原画）
- 大正野球娘。（作画監督・原画）
- 青い花（原画）

2010年
- のだめカンタービレ フィナーレ（原画）
- 裏切りは僕の名前を知っている（キャラクターデザイン・作画監督・作画監督補佐・原画・OP1/OP2/ED1作画監督・OP1/OP2原画） ※キャラクターテザインは中山由美との共同
- バクマン。（2010年 - 2011年、原画）

2011年
- STAR DRIVER 輝きのタクト（第二原画）
- 君に届け 2ND SEASON（原画）
- 夢喰いメリー（原画）
- 青の祓魔師（原画）
- 快盗天使ツインエンジェル〜キュンキュン☆ときめきパラダイス!!〜（原画）
- バクマン。2（2011年 - 2012年、総作画監督・作画監督）
- SKET DANCE（OP3原画）
- ギルティクラウン（原画）
- UN-GO（原画）

2012年
- 黒子のバスケ（原画）
- アルカナ・ファミリア -La storia della Arcana Famiglia-（キャラクターデザイン・総作画監督・作画監督・OP作画監督）
- バクマン。3（2012年 - 2013年、総作画監督）
- マギ The labyrinth of magic（原画）

2013年
- リトルバスターズ!（原画）
- RDG レッドデータガール（原画）
- プリティーリズム・レインボーライブ（2013年 - 2014年、キャラクターデザイン・総作画監修・作画監修・作画監修協力・OP1総作画監督・OP2/OP3/OP4/ED3作画監督） ※キャラクターテザインはCha Sang Hoonとの共同
- 魔界王子 devils and realist（ED原画）

2014年
- LOVE STAGE!!（プロップデザイン・総作画監督・作画監督）
- プリパラ（作画監修・OP2原画）
- selector spread WIXOSS（作画監督）

2015年
- ローリング☆ガールズ（キャラクター設定協力）
- 食戟のソーマ（総作画監督・作画監督・原画・ED作画監督）

2016年
- KING OF PRISM by PrettyRhythm（キャラクター原案&デザイン）

2017年
- MARGINAL#4 KISSから創造るBig Bang（総作画監督）
- KING OF PRISM -PRIDE the HERO-（キャラクター原案&デザイン）

2018年
- 天狼 Sirius the Jaeger（アニメーションキャラクターデザイン・総作画監督・作画監督）

2019年
- 私に天使が舞い降りた!（総作画監督）
- KING OF PRISM -Shiny Seven Stars-（キャラクター原案）

2020年
- 恋する小惑星（総作画監督）
- イエスタデイをうたって（作画監督）
- 池袋ウエストゲートパーク（総作画監督）
- いわかける! - Sport Climbing Girls -（第4話ラストカット原画）

2021年
- SELECTION PROJECT（総作画監督）

2024年
- KING OF PRISM -Dramatic PRISM.1-（キャラクターデザイン・総作画監督）
- 魔法使いになれなかった女の子の話（キャラクターデザイン・総作画監督）

2025年
- KING OF PRISM-Your Endless Call-み〜んなきらめけ!プリズム☆ツアーズ（キャラクターデザイン）

未発表
- カラオケ行こ!（キャラクターデザイン）
- 夢中さ、きみに。（キャラクターデザイン）

### 小説
- 裏切りは僕の名前を知っている（2010年、著：藤谷燈子、挿絵）
- もしも私が【星月ヒカリ】だったら。（2016年、著：村上桃子、挿絵）
- ルイ・ブライユ 暗闇に光を灯した十五歳の点字発明者（2017年、著：山本徳造、監修：広瀬浩二郎、挿絵）
- モンスターズ・ナイト〜魔人ドラキュラ・フランケンシュタイン・狼男〜（2021年、著：山本清史、挿絵）

### ゲーム
- 逆転検事（2009年、原画）
- Fate/Grand Order（2020年、イラストレーション）

## 画集
- 松浦麻衣ビジュアルワークス 彩雲（2020年4月22日、マイナビ出版、ISBN 978-4-8399-7142-7）[6]